# Lar Corbett
Lar Corbett, né le 16 mars 1981 à Thurles dans le Comté de Tipperary, est un joueur de hurling Irlandais. Il joue pour le club de Thurles Sarsfields et est sélectionné dans l’équipe du Comté de Tipperary.

## Palmarès

### Thurles Sarsfields
- Tipperary Senior Hurling Championship:
  - Vainqueur (2): 2005, 2009
  - Finaliste (5): 2000, 2001, 2002, 2003, 2008

### Tipperary
- All-Ireland Senior Hurling Championship:
  - Vainqueur (2): 2001, 2010
  - Finaliste (1): 2009
- Munster Senior Hurling Championship:
  - Vainqueur (3): 2001, 2008, 2009
  - Finaliste (3): 2002, 2005, 2006
- Ligue nationale de hurling:
  - Vainqueur (2): 2001, 2008
  - Finaliste (2): 2003, 2009

### Munster
- Railway Cup:
  - Vainqueur (1): 2007
  - Finaliste (1): 2008

### Personnel
- All-Star : 2009, 2010